# 毎日がクリスマス
「毎日がクリスマス」（英語: I Wish It Could Be Christmas Everyday）は、ウィザードの曲で、他の多くのウィザードの曲と同様にロイ・ウッドによって書かれたクリスマス・ソングである。1973年12月にシングルとして発売され、全英シングルチャートで4週連続で最高位4位を獲得し、発売初週から9週に渡ってチャートインした。以降もクリスマスシーズンになるとシングルチャートにランクインしており、2009年に全英シングルチャートを集計するオフィシャル・チャート・カンパニー が発表した「過去10年英国で最も売れたクリスマス・ソング・トップ20」では、本曲は16位となっている。

## シングル収録曲
| #         | タイトル                                                               | 作詞・作曲       | 時間 |
| --------- | ---------------------------------------------------------------------- | ---------------- | ---- |
| 1.        | 「毎日がクリスマス」(I Wish It Could Be Christmas Everyday)            | ロイ・ウッド     | 4:15 |
| 2.        | 「ロブ・ロイズ・ナイトメアー」(Rob Roy's Nightmare (A Bit More H. A.)) | マイク・バーニー | 4:27 |
| 合計時間: | 合計時間:                                                              | 合計時間:        | 8:42 |

| 全作詞・作曲: ロイ・ウッド。 |                                                             |              |              |      |
| #                            | タイトル                                                    | 作詞         | 作曲・編曲   | 時間 |
| 1.                           | 「毎日がクリスマス」(I Wish It Could Be Christmas Everyday) | ロイ・ウッド | ロイ・ウッド | 4:15 |
| 2.                           | 「夢のロックンロール・ウィンター」(Rock & Roll Winter)      | ロイ・ウッド | ロイ・ウッド | 4:27 |
| 合計時間:                    | 合計時間:                                                   | 8:42         |              |      |

## カバー
1995年にロイ・ウッド率いるロイ・ウッド・ビッグ・バンドがライブで演奏した音源をCDシングルとして発売。このシングルは全英シングルチャートで最高59位を獲得。また、ロイは2000年にウォンブルズ・ウィズ・ロイ・ウッド（英語: The Wombles with Roy Wood）名義で「ウォンブリング・メリー・クリスマス」（英語: Wombling Merry Christmas）のフレーズを交えた「I wish it could be a wombling merry christmas every day」という楽曲を発表した。この楽曲は全英シングルチャートで最高位22位を獲得。
2010年にウィルソン・フィリップスがアルバム『Christmas In Harmony』でカバー。ミュージック・ビデオが制作されており、2010年11月4日にYouTubeのVEVOチャンネルにて公開された。
2013年にニック・ロウがアルバム『Quality Street：A Seasonal Selection for All the Family』でカバー。のちに2015年のライブでも演奏された。また、ニック・ロウと同じ2013年には、ITV2のテレビシリーズ『The Big Reunion』の企画でカムバックした5ive、911、アトミック・キトゥン、ビー・ウィッチド、ブルー、ハニーズ、そしてリバティ・エックスの7組によるチャリティー・シングルとしてカバーされた。